# Ceolfryd
Ceolfryd, Ceolfrith, Ceolfrid (ur. 640 lub 642, zm. 29 września 717 w Langres na granicy Burgundii) – benedyktyn, przeor klasztorów w Wearmouth i Jarrow w Anglii, następca Benedykta Biscopa oraz nauczyciel Bedy Czcigodnego, święty Kościoła katolickiego.
Ceolfryd abdykował w 716 roku i zmarł w drodze do Rzymu.
Jest jednym z autorów Kodeksu Amiatyńskiego. 
Jego wspomnienie liturgiczne obchodzone jest 29 września.